# C'est pas tout ça
Albums de Volo
En attendant
(2009) Sans Rire
(2013)
C'est pas tout ça est une compilation du groupe français Volo, sortie en 2010. Il tient son nom de la neuvième piste de leur album Jours heureux, sorti en 2007. Les trois dernières chansons de l'album n'ont été publiées sur aucun des albums de Volo.

## Chansons
1. T'es Belle[3]
2. Fiston
3. Le MEDEF
4. C'est Pas Tout Ça
5. Dimanche
6. J'ai Beau
7. Les Lapins
8. Montréal
9. J'ai R'Trouvé
10. Tu Connais
11. Élisa
12. L'Interprétation
13. Tu M'Fais Marrer
14. Allons Enfants
15. Y'a Que Dalle
16. L'Expression
17. Allô Maman Bobo (Souchon/Voulzy)